# 芦ノ牧橋
芦ノ牧橋（あしのまきはし）は、福島県会津若松市にある道路橋である。

## 概要
- 全長 - 190.5 m
  - 主径間 - 112.0 m
- 幅員 - 11.0 m[1]
- 形式 - 3径間PC有ヒンジラーメン箱桁橋
- 竣工 - 1967年（昭和42年）[2]

会津若松市南部の芦ノ牧温泉北側にて一級水系阿賀野川水系阿賀川（大川）を渡り、国道118号、国道121号の重用区間を通す。南詰は大戸町大字芦牧、北詰は大戸町大字小谷に位置する。橋上は上下対向2車線で供用されており、上下線両側に歩道が設置されている。大戸地区内の国道路線付け替えに伴い建設された。芦ノ牧温泉街の会津若松市街地側の玄関口となっており、会津若松城の石垣と天守閣をイメージした親柱が設置されている。南詰は旧国道121号との十字路であり、すぐ南西側で芦ノ牧トンネルと接続する。北詰には会津乗合自動車芦の牧橋バス停が設置されていた（芦ノ牧温泉周辺の停留所名の「芦の牧」を「芦ノ牧」へ変更されたのにあわせ、現在は芦ノ牧小谷の湯バス停へ改称されている。）。

## 沿革
- 1967年 - 国道121号の橋梁として竣工。
- 1993年 - 国道118号指定区間延長により、両国道の重用区間の橋梁となる。

## 周辺
- 芦ノ牧温泉
- 芦ノ牧温泉かがやき公園
- セブンイレブン会津芦ノ牧店
- ドライブインあいづ
- 会津乗合自動車 芦ノ牧小谷の湯バス停